# Villefargeau
Villefargeau ist eine französische Gemeinde im Département Yonne in der Region Bourgogne-Franche-Comté mit 1.101 Einwohnern (Stand: 1. Januar 2022). Villefargeau liegt im Arrondissement Auxerre und gehört zum Kanton Auxerre-1 (bis 2015: Kanton Auxerre-Sud-Ouest).

## Geografie
Villefargeau liegt etwa fünf Kilometer westsüdwestlich des Stadtzentrums von Auxerre am kleinen Fluss Baulche, einem Nebenfluss der Yonne. Umgeben wird Villefargeau von den Nachbargemeinden Charbuy im Norden und Nordwesten, Saint-Georges-sur-Baulche im Norden und Nordosten, Auxerre im Osten, Chevannes im Süden sowie Lindry im Westen.

## Einwohnerentwicklung
| Jahr                      | 1962 | 1968 | 1975 | 1982 | 1990 | 1999 | 2006 | 2013 |
| Einwohner                 | 341  | 344  | 534  | 772  | 825  | 908  | 852  | 1061 |
| Quelle: Cassini und INSEE |      |      |      |      |      |      |      |      |

## Gemeindepartnerschaften
Mit der deutschen Gemeinde Bekond in Rheinland-Pfalz besteht seit 1981 eine Partnerschaft.